# مدينة ضائعة

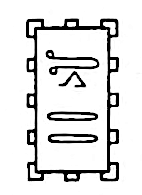
أقدم نص تاريخي يذكر المدينة المفقودة "إيتيتاوي" التي أسسها أحد الفراعنة القدماء ولم يبقَ منها آثار مادية.

المدينة المفقودة (بالإنجليزية: Lost city)‏ هي مستوطنة حضرية سقطت في حالة من التدهور النهائي وأصبحت غير مأهولة على نطاق واسع أو كليًا، ونتيجة لذلك لم تعد الأهمية السابقة للموقع معروفة للعالم الأوسع. لقد تم نسيان مواقع العديد من المدن المفقودة، ولكن تم إعادة اكتشاف بعضها ودراستها على نطاق واسع من قبل العلماء. يمكن الإشارة إلى المدن أو المدن المهجورة مؤخرًا والتي لم يكن موقعها موضع شك مطلقًا على أنها أطلال أو مدن أشباح. يمكن الإشارة إلى المستوطنات الصغيرة على أنها قرى مهجورة. أدى البحث عن مثل هذه المدن المفقودة من قبل المستكشفين والمغامرين الأوروبيين في أفريقيا والأمريكتين وجنوب شرق آسيا منذ القرن الخامس عشر فصاعدًا إلى تطور علم الآثار.
تنقسم المدن المفقودة بشكل عام إلى فئتين عريضتين: تلك التي تم فيها نسيان كل المعرفة المتعلقة بوجود المدينة قبل إعادة اكتشافها، وتلك التي تم حفظ ذكراها في الأساطير أو الأساطير أو السجلات التاريخية ولكن فُقد موقعها أو على الأقل لم يعد معروفًا على نطاق واسع.

## المدن المفقودة حسب القارة

### أفريقيا

#### مصر
- أختاتون – عاصمة في عهد الفرعون أخناتون من الأسرة الثامنة عشرة. تم التخلي عنها لاحقًا وتدميرها بالكامل تقريبًا. العمارنة الحديثة.
- أواريس - عاصمة الهكسوس في دلتا النيل.
- كانوب – تقع على الفرع الكانوبي الجاف الآن لنهر النيل، شرق الإسكندرية.
- منف – العاصمة الإدارية لمصر القديمة. يبقى القليل. الآن أحد مواقع التراث العالمي لليونسكو.
- بر-رمسيس – مدينة رمسيس العظيم الإمبراطورية، ويعتقد الآن أنها موجودة أسفل القنطير
- صان الحجر القبلية – عاصمة الأسرة الحادية والعشرين والثانية والعشرين بمنطقة الدلتا.